# O Ewigkeit, du Donnerwort BWV 20
O Ewigkeit, du Donnerwort (in tedesco, "Oh eternità, parola di tuono") BWV 20 è una cantata di Johann Sebastian Bach.

## Storia
Composta a Lipsia nel 1724 per la prima domenica dopo la Trinità, venne eseguita per la prima volta l'11 giugno dello stesso anno. I movimenti 1, 7 ed 11 sono basati su testo di Johann Rist, mentre i rimanenti sono di autore sconosciuto. Il tema del corale omonimo venne composto da Johann Schop per l'inno Wach auf, mein Geist, erhebe dich, pubblicato a Lüneburg nel 1642.

## Struttura
La O Ewigkeit, du Donnerwort è composta per contralto solista, tenore solista, basso solista, coro, tromba, oboe I, II e III, violino I e II, viola e basso continuo ed è suddivisa in undici movimenti, sette prima del sermone e quattro dopo:
- Prima parte:

1. Coro: O Ewigkeit, du Donnerwort, per tutti.
2. Recitativo: Kein Unglück ist in aller Welt zu finden, per soprano e continuo.
3. Aria: Ewigkeit, du machst mir bange, per tenore, archi e continuo.
4. Recitativo: Gesetzt, es dau'rte der Verdammten Qual, per basso e continuo.
5. Aria: Gott ist gerecht in seinen Werken, per basso, oboi, archi e continuo.
6. Aria: O Mensch, errette deine Seele, per contralto, archi e continuo.
7. Corale: Solang ein Gott im Himmel lebt, per tutti.

- Seconda parte:

1. Aria: Wacht auf, wacht auf, verlornen Schafe, per basso e tutti.
2. Recitativo: Verlass, o Mensch, die Wollust dieser Welt, per contralto e continuo.
3. Duetto: O Menschenkind, per contralto, tenore e continuo.
4. Corale: O Ewigkeit, du Donnerwort, per tutti.